# Cisalpino

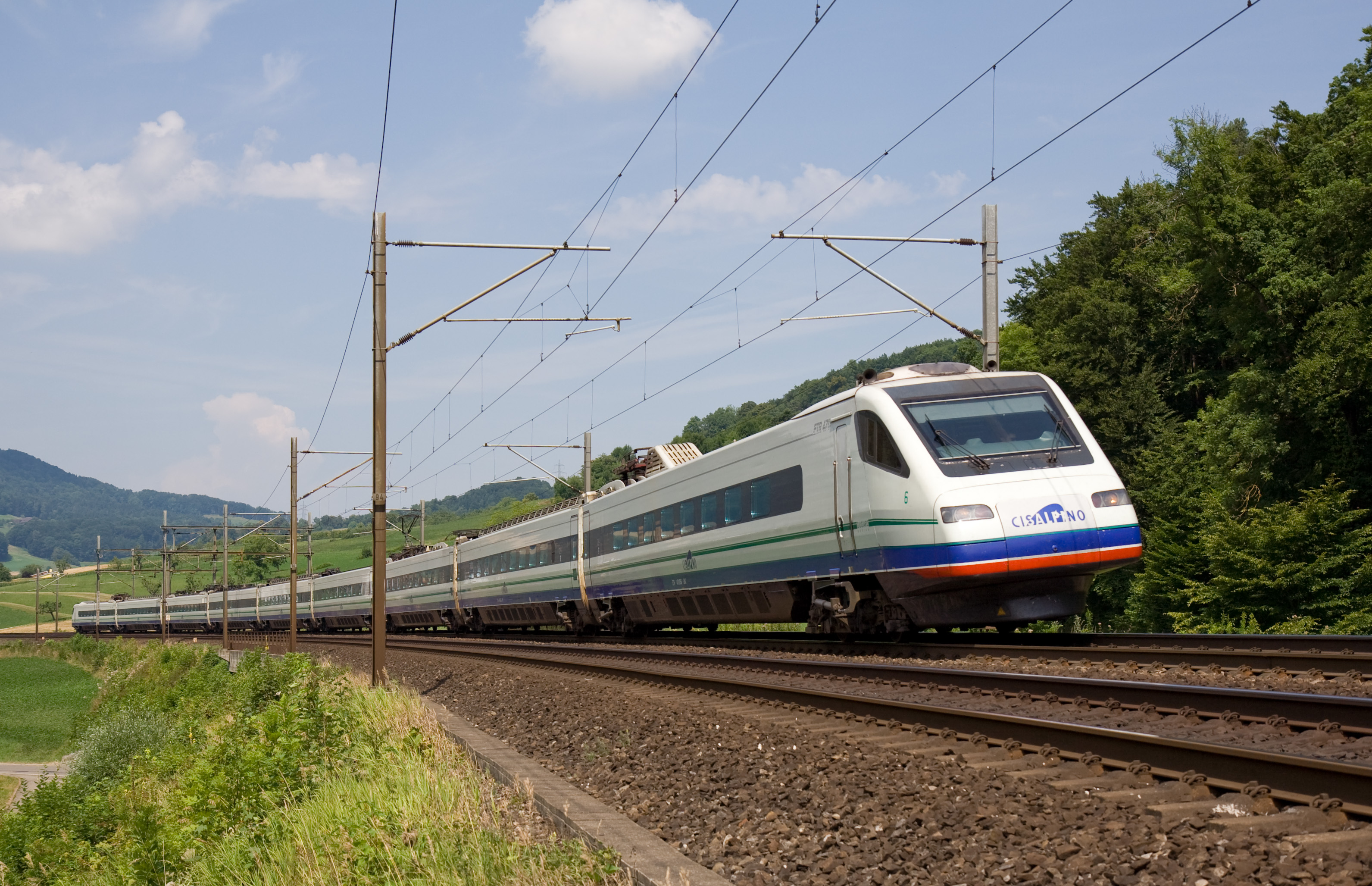
Skład ETR470 Pendolino w barwach Cisalpino

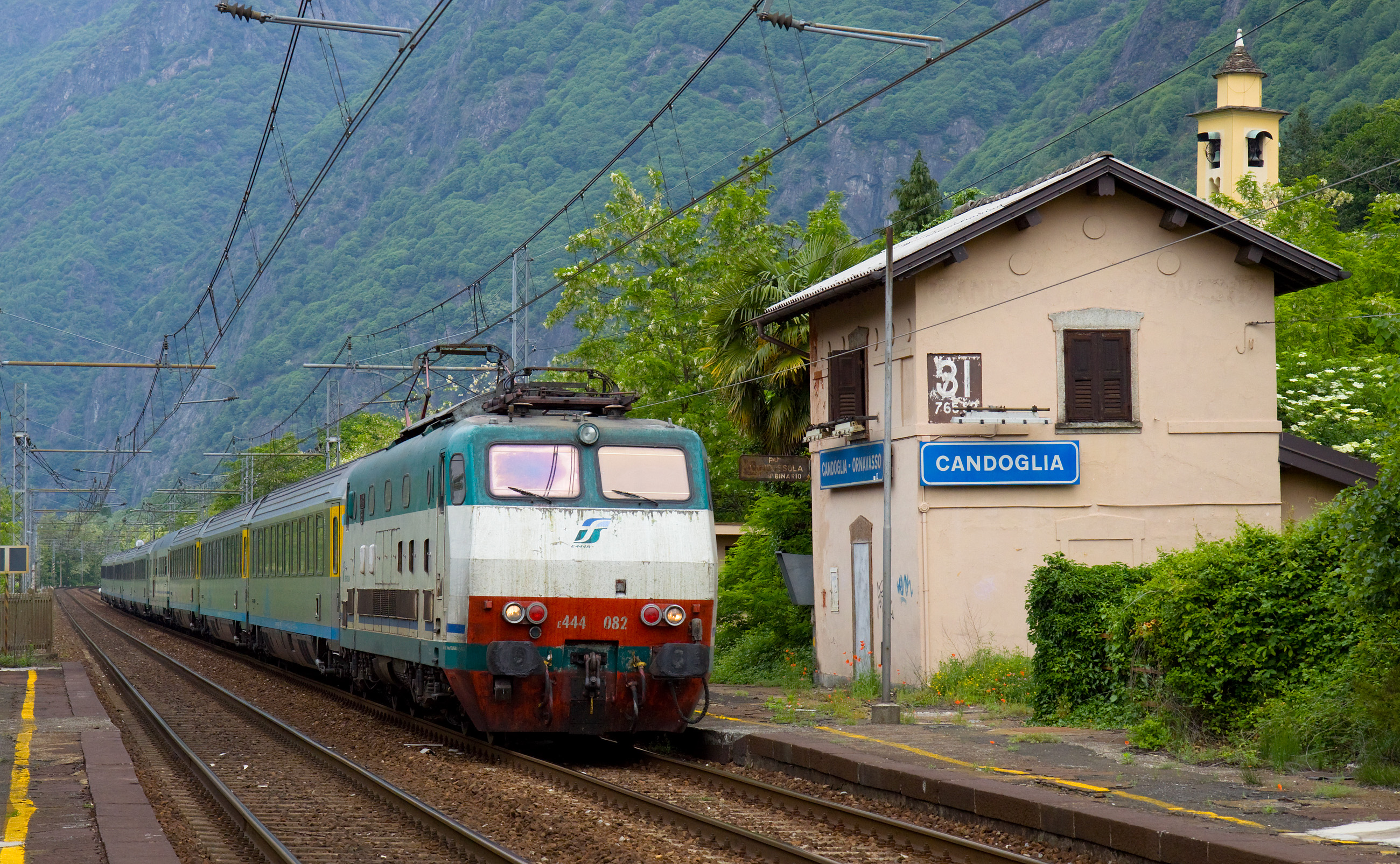
Pociąg EuroCity z lokomotywą Trenitalii

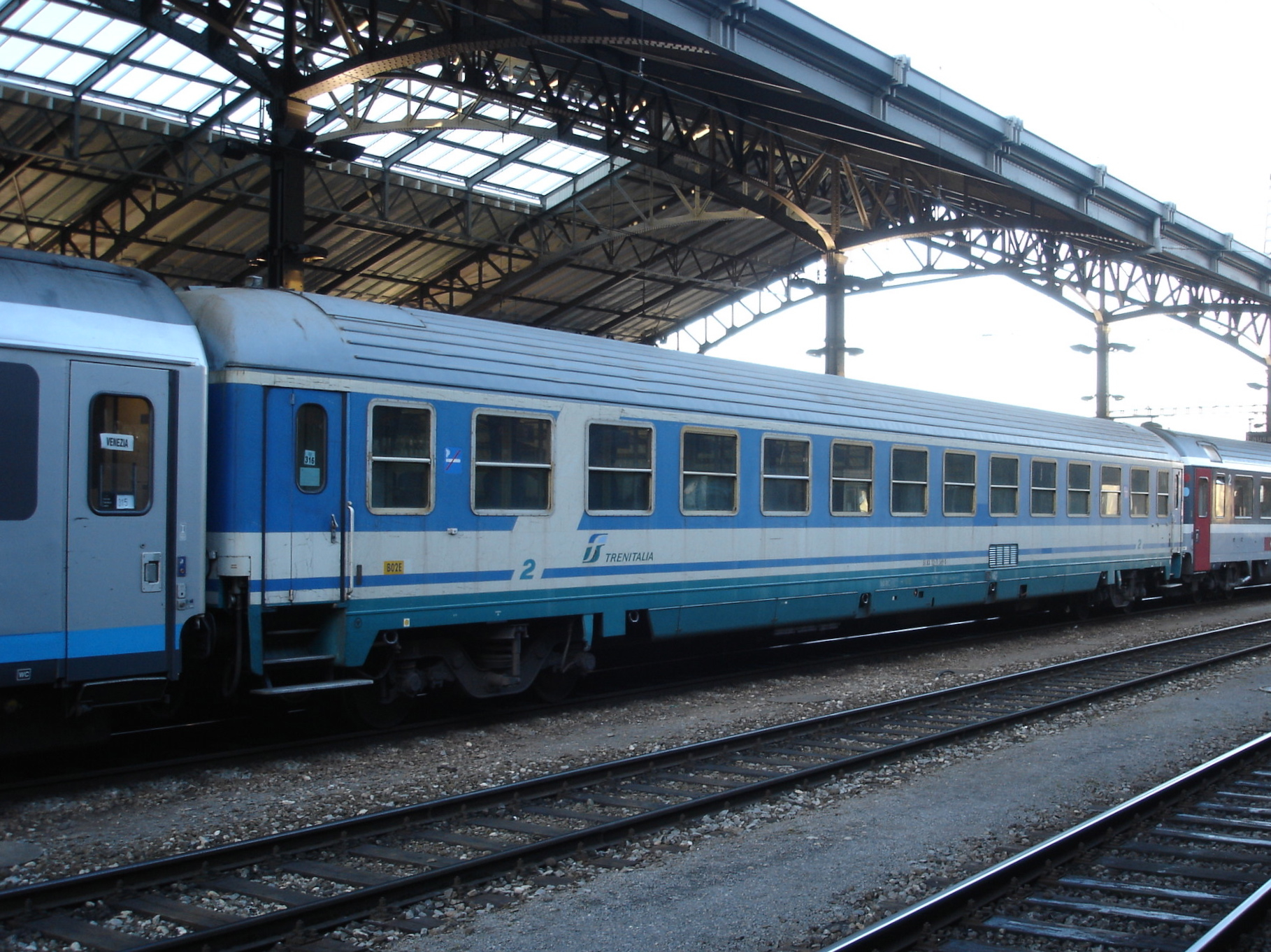
Wagon Trenitalii jako pociąg EuroCity spółki Cisalpino

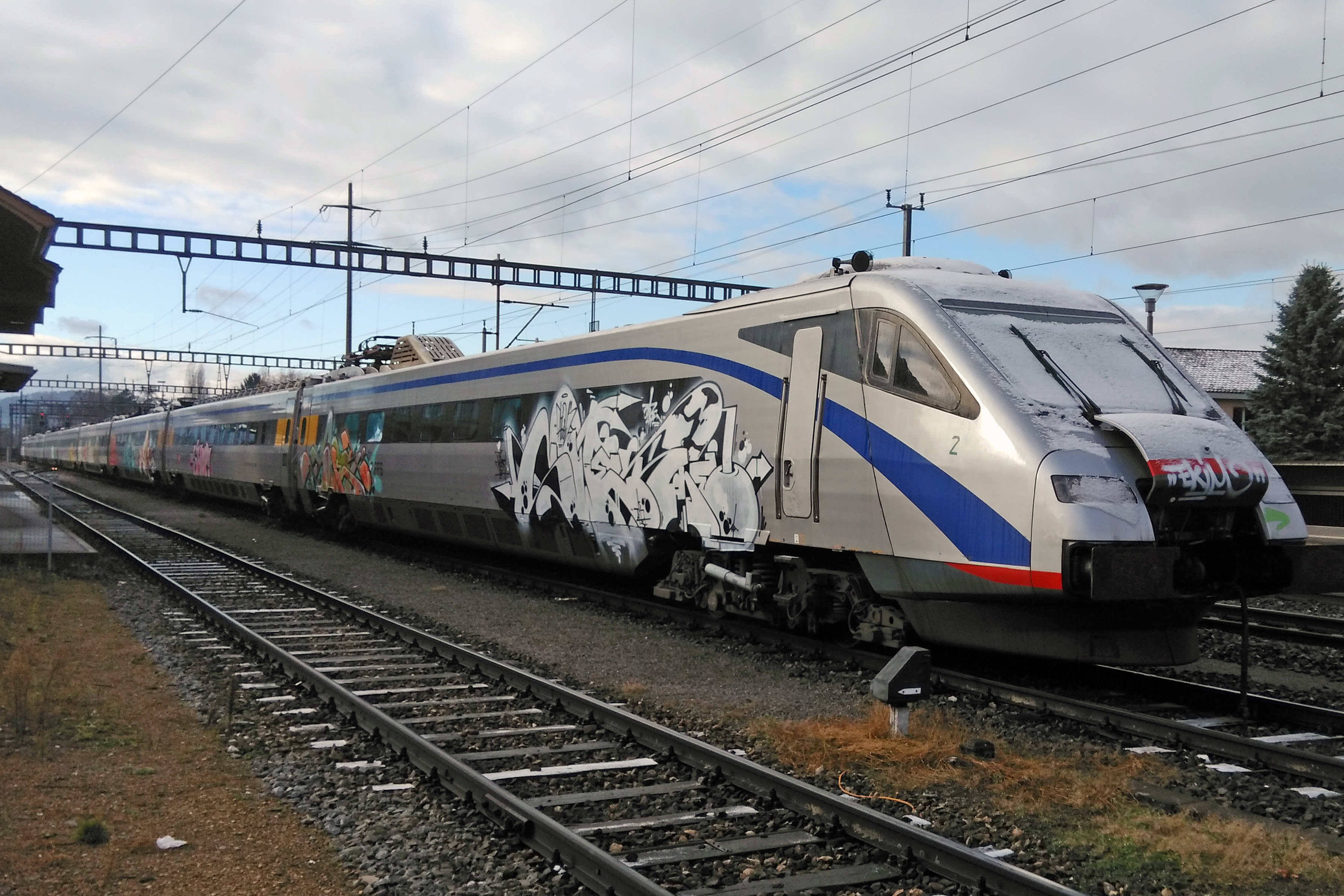
Zdewastowany ETR 470 w Szwajcarii po wyłączeniu z eksploatacji

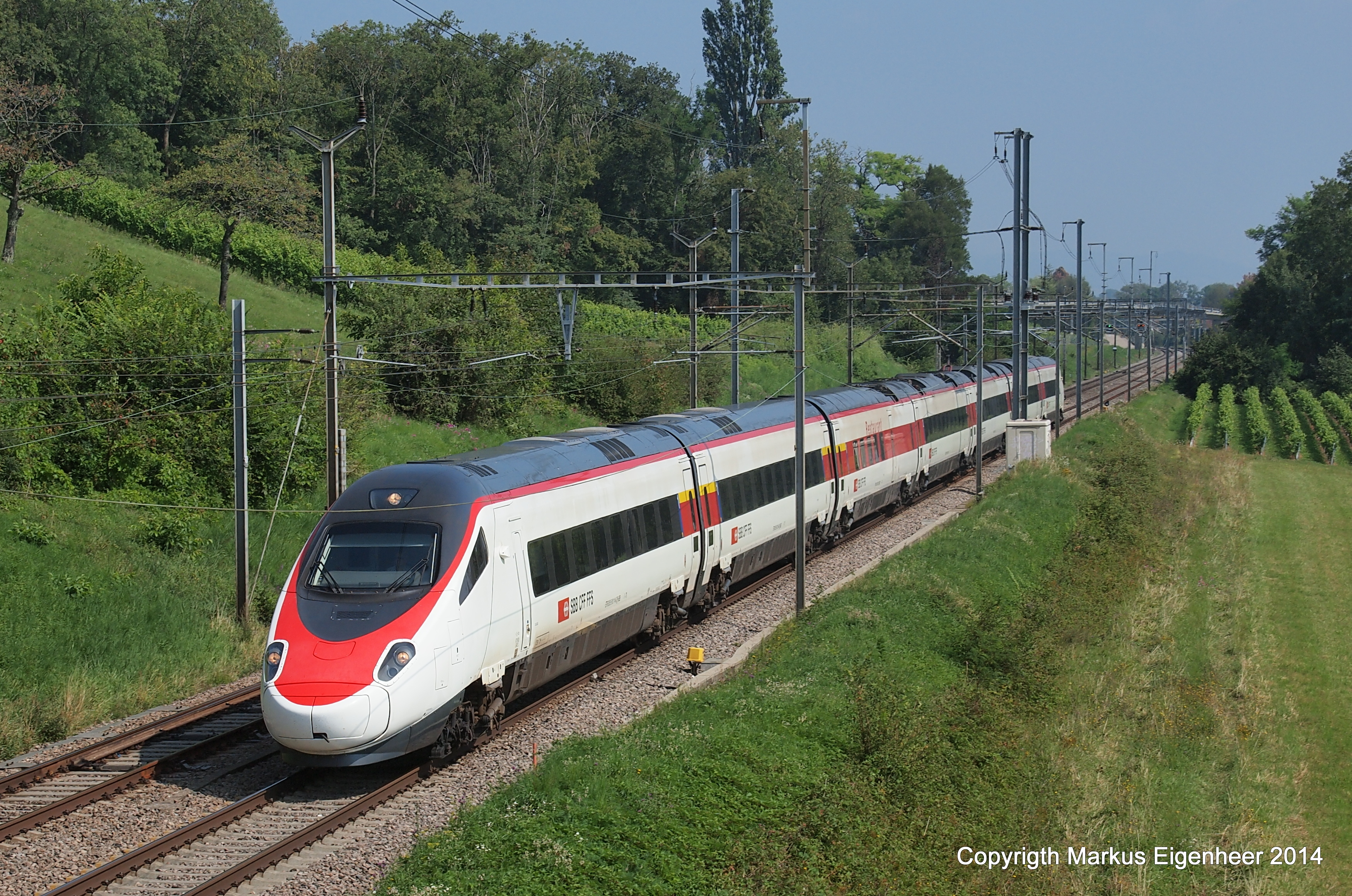
ETR 610 przemalowany w szwajcarskie barwy SBB-CFF-FFS

Cisalpino (z łac. Południowa strona Alp, oznaczenie kolejowe: CIS) – przewoźnik kolejowy, spółka joint venture szwajcarskich kolei państwowych SBB-CFF-FFS oraz włoskiej Trenitalii (Ferrovie dello Stato)  istniejący w latach 1993–2009. Przedsiębiorstwo oferowało międzynarodowe dalekobieżne połączenia kolejowe pomiędzy Szwajcarią, Włochami i Niemcami, głównie elektrycznymi zespołami trakcyjnymi typu ETR 470 Pendolino oraz ETR 610 Pendolino.

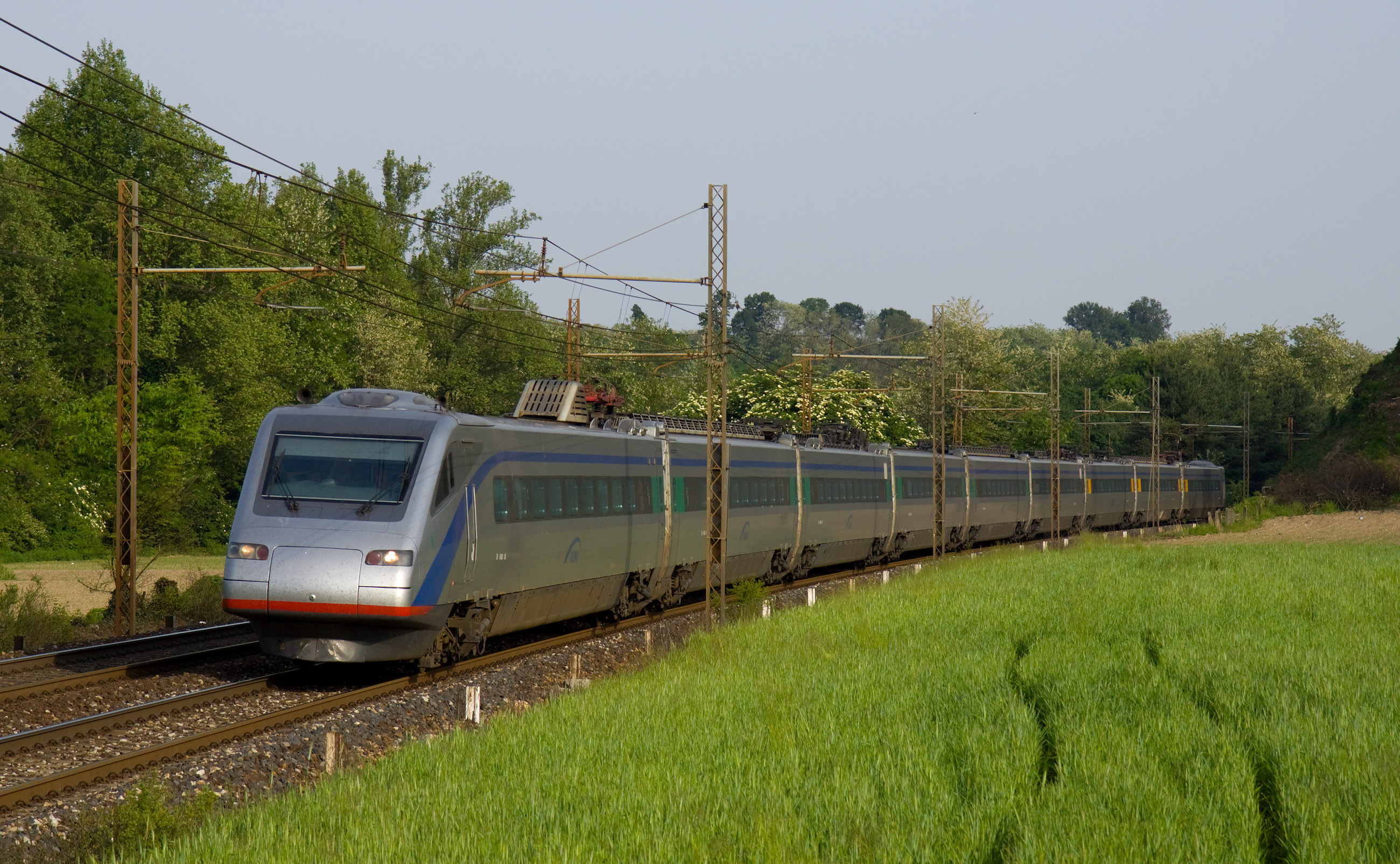
Nowe malowanie ETR 470

## Historia

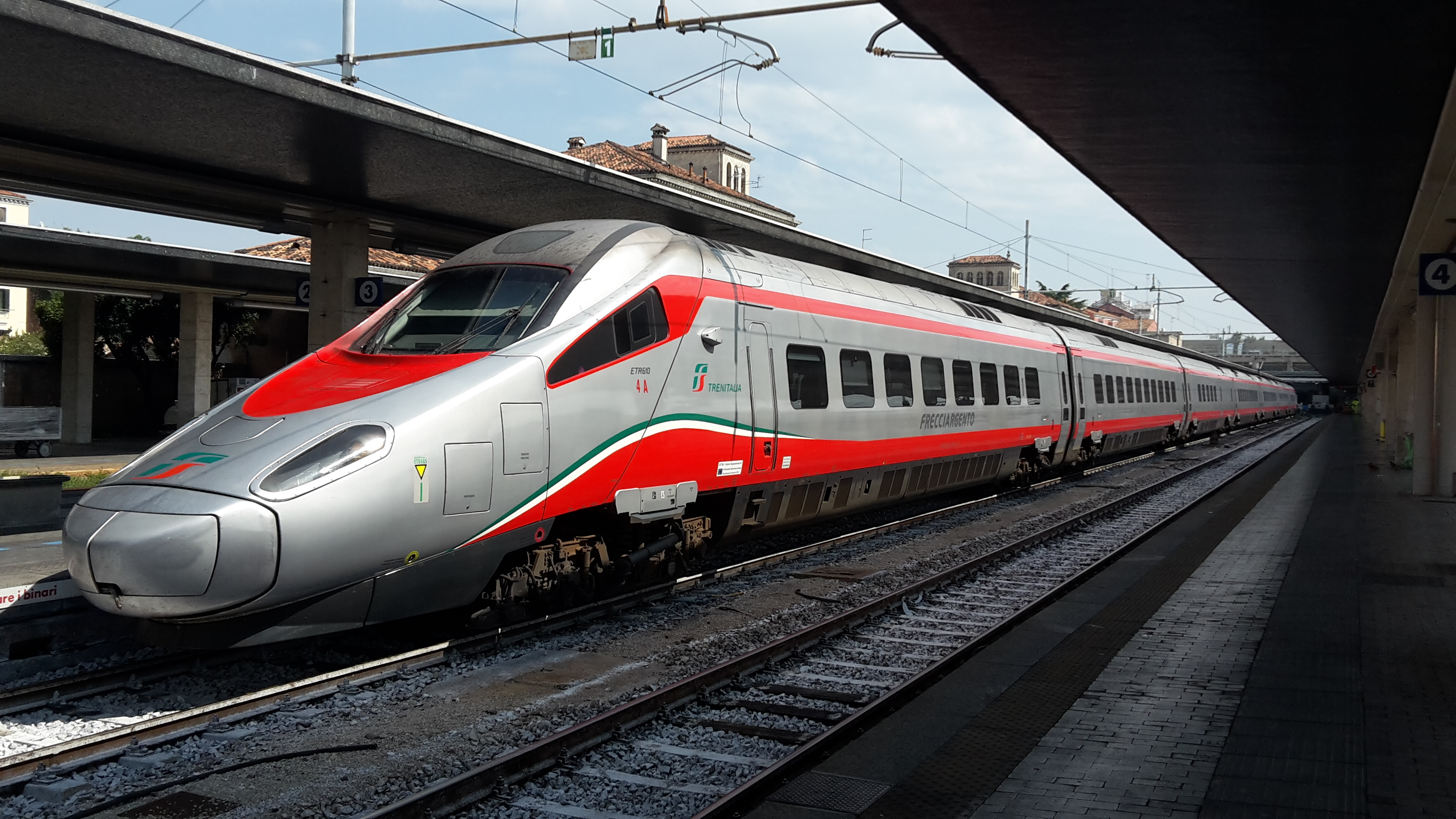
ETR 610 w nowym malowaniu Trenitalii

### Początki
Przedsiębiorstwo zostało założone w 1993 przez państwowych przewoźników kolejowych Szwajcarii oraz Włoch w celu obsługi połączeń transgranicznych elektrycznymi zespołami trakcyjnymi z wychylnym nadwoziem. Była to spółka typu joint venture, co oznacza, że została powołana do realizacji wspólnych celów (połączeń transgranicznych), a zyski są dzielone pomiędzy udziałowców. Przewoźnik otrzymał dofinansowanie od rządów Szwajcarii i Włoch w wysokości ponad 180 mln dolarów. Za tę kwotę przewoźnik zakupił 9 sztuk pociągów typu ETR 470 Pendolino wyprodukowanych przez włoską firmę Fiat Ferroviaria. Bazą wyjściową dla ETR 470 była konstrukcja składów ETR 460 (pierwsze dostawy w 1994) dla marki Eurostar Italia, należącej do Trenitalii. Składy zakupione przez Cisalpino należały wówczas do najnowocześniejszych pociągów w Europie i mogły rozwinąć prędkość nawet 200 km/h.
Pociągi Cisalpino połączyły Bazyleę, Schaffhausen, Zurych, Genewę, Mediolan, Wenecję, Triest, Livorno, oraz Florencję. Ze względu na duży komfort i krótkie czasy przejazdu zapewnione nowoczesnym taborem i niewielką liczbą stacji pośrednich cieszyły się dużą popularnością. Jesienią 1997 Cisalpino uruchomiło połączenia na trasie Zurych – Stuttgart odsługiwane naprzemiennie ze składami ICE T należącymi do Deutsche Bahn.
Od 2005 Cisalpino powierzono obsługę wszystkich połączeń międzynarodowych łączących Szwajcarię z Włochami. W wyniku tej decyzji Cisalpino było odpowiedzialne także za uruchamianie pociągów kategorii EuroCity obsługiwanych klasycznymi pociągami wagonowymi należącymi do SBB-CFF-FFS lub Trenitalii. Dotyczyło to tras: Bazylea/Zurych – Mediolan (przez Przełęcz Świętego Gotarda) oraz Genewa – Mediolan (przez Tunel Simplon).

### Problemy
Ze względu na duże problemy z punktualnością pociągów w 2006 DB zrezygnowało ze współpracy z Cisalpino na trasie Zurych – Stuttgart, zastępując szwajcarsko-włoskie składy własnymi ICE T o podobnych parametrach, także z wychylnym nadwoziem. Ponadto podróżni skarżyli się na zużycie coraz starszych składów, a także niedostateczne sprzątanie i obsługę pokładową w bardzo intensywnie użytkowanych 9 jednostkach. W miarę eksploatacji Cisalpino zaczęło mieć duże kłopoty z systemem wychylnych nadwozi, który nie działał płynnie wymuszając obniżenie prędkości eksploatacyjnej i powodując znaczne opóźnienia. W pierwszej połowie 2008 z ponad 2800 pociągów 31 nie dojechało do celu, a 286 miało opóźnienie powyżej 15 minut (10,21%). Średnie opóźnienie wszystkich pociągów wyniosło ok. 27 minut.
W 2004 Cisalpino podpisało umowę z koncernem Alstom (nowy właściciel Fiat Ferroviaria) na dostawę 14 nowych ezt-ów z rodziny Pendolino IV generacji mogących rozwinąć prędkość 250 km/h. Decyzja ta spotkała się z falą krytyki ze względu na wysoką awaryjność starszych pociągów produkcji Fiat Ferroviaria. Nowe pociągi typu ETR 610 początkowo miały wejść do eksploatacji w grudniu 2008, jednak ze względu na opóźnienia finalnie pierwsze z nich wyjechały do ruchu liniowego w pierwszej połowie 2009. Pod koniec 2009 dostępnych było 6 jednostek, a ostatnie ETR 610 dostarczono w grudniu 2010 z dwuletnim opóźnieniem. Dostawa pierwszych pociągów pozwoliła na odciążenie składów ETR 470, a także na zastąpienie nowymi Pendolino zestawów wagonowych. Dzięki wprowadzeniu do ruchu nowego taboru czas przejazdu z Genewy do Mediolanu uległ skróceniu o 38 minut. Nowe pociągi zyskały także nowe malowanie, na które z czasem przemalowywane były także starsze zespoły trakcyjne.
Podczas testów w 2009 okazało się jednak, że nowe pociągi mają zbyt dużą masę na trasę przez Przełęcz Św. Gotarda – ze względu na ostre zakręty musiałyby poruszać się z dużo mniejszą prędkością, przez co nie byłyby szybsze od innych pociągów bez technologii wychylnego nadwozia. Z tego powodu ETR 610 skierowano wyłącznie do tras przez Tunel Simploński oraz Lötschberg-Basistunnel, a na trasie przez Przełęcz św. Gotarda pozostawiono składy ETR 470.

### Likwidacja i podział majątku
22 grudnia 2008 pociąg ETR 470 z Mediolanu w kierunku Bazylei uległ awarii w Tunelu Lötschberg. Ewakuowano ponad 200 pasażerów, ruch pociągów był wstrzymany przez kilka godzin. W lutym 2009 szwajcarski Federalny Urząd Transportu zagroził wstrzymaniem koncesji na przewozy pasażerskie dla Cisalpino, jeśli sytuacja bezpieczeństwa nie ulegnie poprawie.
We wrześniu 2009 zarządy SBB-CFF-FFS oraz Ferrovie dello Stato podjęły decyzję o likwidacji marki Cisalpino wraz z wejściem nowego rozkładu jazdy 13 grudnia 2009. Powodem miało być niewystarczające świadczenie usług przewozowych na trasie północ-południe ze Szwajcarii do Włoch. Od nowego rozkładu jazdy zadanie realizowania przewozów na tych trasach podzielono pomiędzy przewoźników państwowych Włoch i Szwajcarii. Tabor kolejowy został rozdzielony pomiędzy obie firmy – pociągi ETR 470 podzielono 4 dla SBB-CFF-FFS i 5 dla Trenitalii, natomiast ETR 610 po 7 dla każdej z firm. Rozdzieleni zostali także pracownicy Cisalpino.
W SBB-CFF-FFS przemalowano pociągi ETR 610 na biało-czerwone barwy spółki, jednocześnie zamawiając w koncernie Alstom 12 kolejnych składów. W 2016 zostały one skierowane m.in. do obsługi trasy Bazylea – Mediolan przez nowo otwarty Tunel bazowy Świętego Gotarda. Docelowo zastąpią je składy Stadler SMILE, które mają zostać włączone do eksploatacji w roku 2019 Składy ETR 470 zostały włączone do eksploatacji w kategorii EuroCity, jednak w związku z osiągnięciem przez te składy przebiegu 4,2 mln km (pierwsza naprawa główna pociągów) w 2011 zostały wycofane z eksploatacji i wystawione na sprzedaż. Nie znalazł się jednak żaden oferent na zakup tych składów, w związku  z czym trafiły one na złomowisko.

## Tabor
| Producent        | Typ                   | Nazwa handlowa Cisalpino | Lata produkcji | Liczba sztuk | Liczba sztuk | Liczba sztuk |
| Producent        | Typ                   | Nazwa handlowa Cisalpino | Lata produkcji | Cisalpino    | SBB-CFF-FFS  | Trenitalia   |
| ---------------- | --------------------- | ------------------------ | -------------- | ------------ | ------------ | ------------ |
| Fiat Ferroviaria | ETR 470 Pendolino     | Cisalpino Pendolino      | 1993-1997      | 9            | 4            | 5            |
| Alstom           | ETR 610 New Pendolino | Cisalpino Due            | 2007-2009      | 6/14         | 7            | 7            |

### ETR 470Cisalpino Pendolino

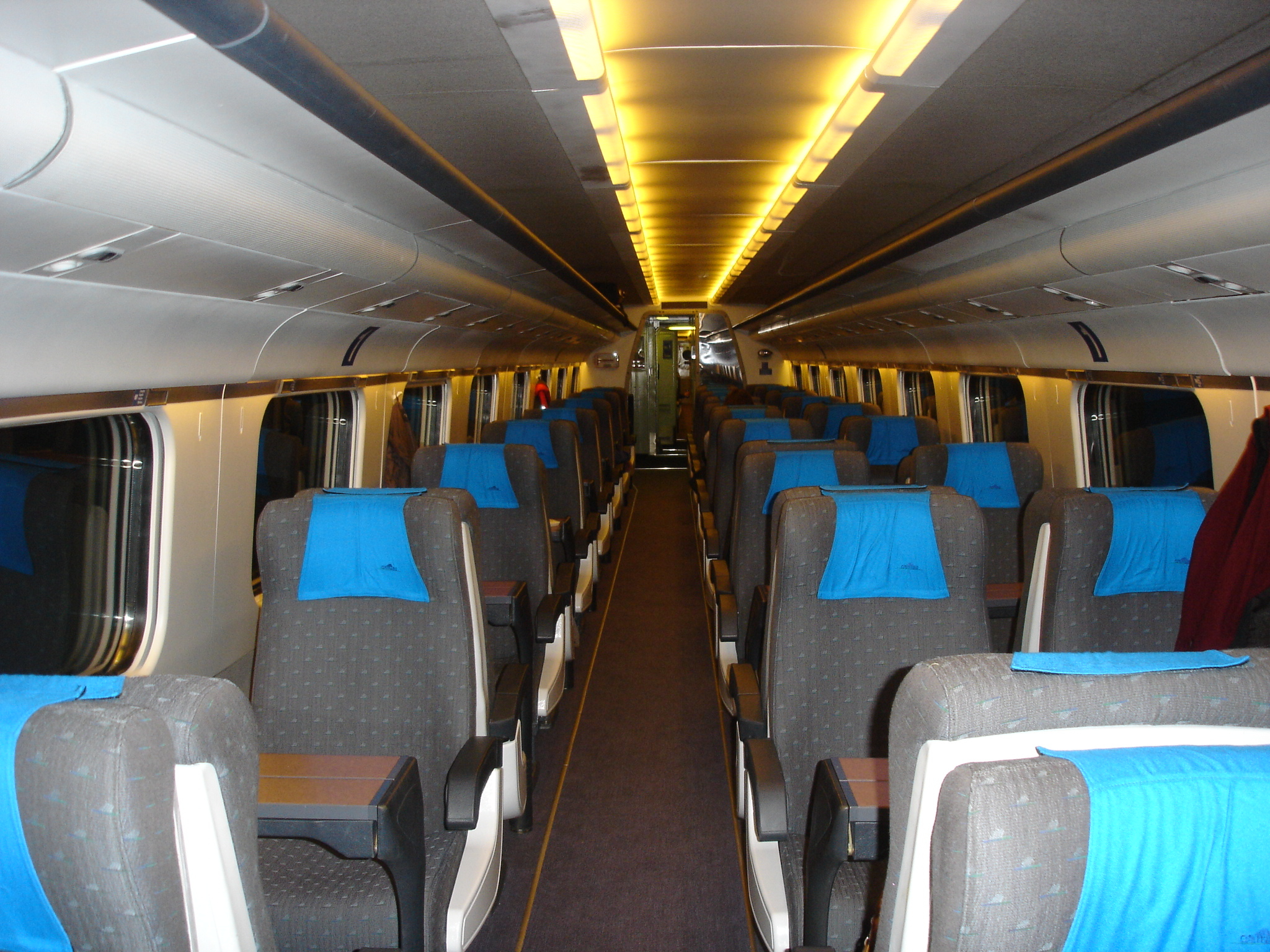
Wnętrze ETR 470 – pierwsza klasa

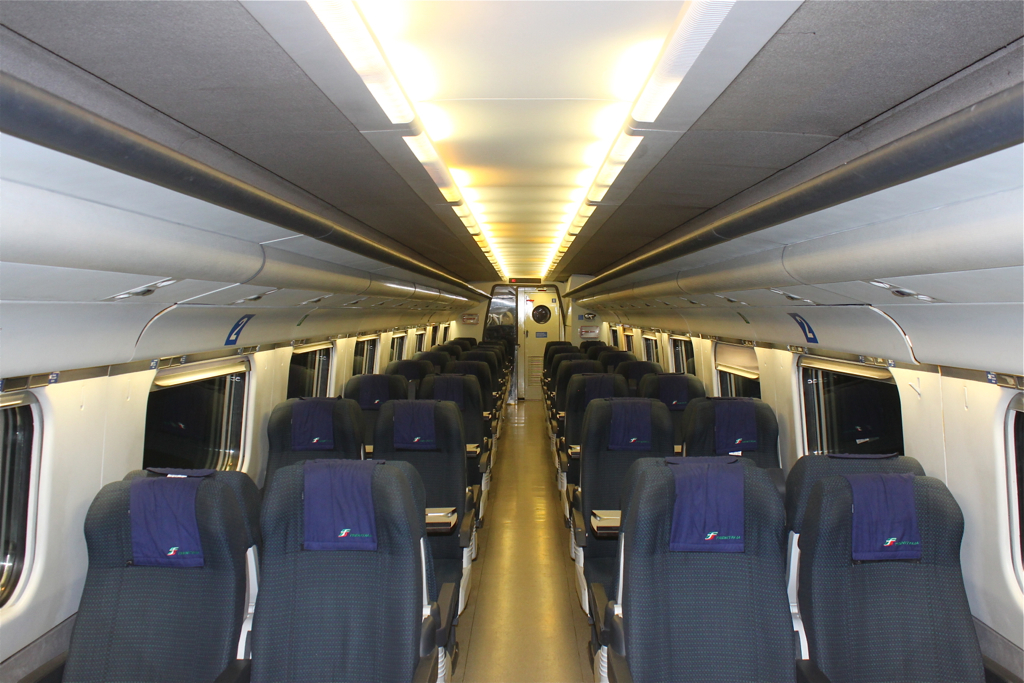
ETR 470 – druga klasa

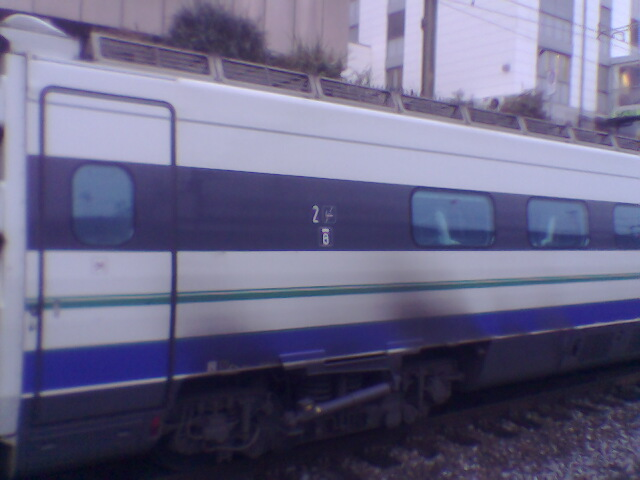
Jeden ze składów ETR 470 po pożarze w tunelu Zimmerberg w grudniu 2006

Składy ETR 470 zostały wyprodukowane przez włoskiego producenta taboru szynowego Fiat Ferroviaria w latach 1993–1997. Konstrukcyjnie były one zbliżone do wyprodukowanych przez tego samego producenta pociągów typu ETR 460 na zlecenie Trenitalii (do obsługi połączeń pod marką Eurostar Italia). Zasadniczą różnicą była ich wielosystemowość – były one dostosowane do prądu zmiennego 15 kV, 16,7 Hz (obowiązuje w Szwajcarii i w Niemczech) oraz stałego 3 kV (Włochy). Łącznie wyprodukowano 9 zespołów trakcyjnych. Każdy z nich składa się z 9 wagonów o pojemności 475 pasażerów, w tym 153 w klasie I (3 wagony) i 322 w klasie II (5 wagonów) oraz wagonu barowego o pojemności 25 osób. Były one wyposażone w wychylne nadwozia o maksymalnym kącie wychyłu do 8°. Maksymalna prędkość wynosiła 200 km/h. W chwili produkcji były to jedne z najnowocześniejszych pociągów w Europie. Nowoczesna konstrukcja wychylnego nadwozia od początku eksploatacji nastręczała Cisalpino problemów.

#### Problemy techniczne
Ze względu na problemy z wychylnym nadwoziem na krętych trasach często nie było możliwości rozwinięcia maksymalnej prędkości 200 km/h, co wiązało się ze sporymi opóźnieniami. 11 kwietnia 2006 doszło do incydentu w tunelu Zimmerberg: pociąg jadący ze Stuttgartu to Mediolanu zatrzymał się ok. 20 km przed wylotem z tunelu po tym, jak obsługa pociągu zaobserwowała dym wydobywający się z jednej ze skrzynek elektrycznych. Z tunelu ewakuowano ponad 120 pasażerów. Śledztwo wykazało, że przyczyną zapłonu było zwarcie. Podobne dwa zdarzenia miały miejsce w 2007 w Kandersteg (Szwajcaria) i Como (Włochy). 22 grudnia 2008 jedna jednostka została zatrzymana w trakcie przejazdu przez Lötschberg-Basistunnel z powodu zerwania połączenia z systemem ETCS. 200 pasażerów zostało przeniesionych w tunelu do zastępczego pociągu. Kolejne zdarzenie miało tydzień później – 29 grudnia 2008. Jeden ze składów uległ awarii napędu na odcinku Brig-Glis – Bazylea. Pasażerowie musieli przesiąść się do pociągu zastępczego. Po tym wydarzeniu związki zawodowe zażądały wycofania z eksploatacji wszystkich składów ETR 470. Postulat nie został jednak spełniony ze względu na braki taborowe.

#### Po likwidacji Cisaplino
Po likwidacji przewoźnika Cisalpino 4 składy trafiły do kolei szwajcarskich SBB-CFF-FFS, natomiast 5 przejęła Ferrovie della Stato (Trenitalia). Zarówno szwajcarskie, jak i włoskie pociągi zostały włączone do normalnej eksploatacji, głównie na trasach międzynarodowych Szwajcaria – Włochy, jednak już pod markami SBB i Trenitalia. W trakcie dalszej eksploatacji doszło do dwóch kolejnych pożarów jednostek SBB – we włoskim Airolo w maju 2011 oraz na dworcu Zürich Hauptbahnhof w marcu 2013. Pociągi odznaczały się jednak dużą niepunktualnością, w 2014 jedynie 71,2% z nich dotarło do stacji docelowej bez opóźnień (dla porównania w całym SBB wartość ta wyniosła w 2014 92,4%). Ponadto wiele z pociągów osiągało przebieg 4,2 mln km, kiedy zaplanowano generalny remont jednostek. W związku z ich awaryjnością władze SBB podjęły decyzję o nieinwestowaniu w te pociągi. Na konferencji prasowej SBB prezes spółki Andreas Meyer powiedział, że „Te pociągi nie przystawały do jakości usług świadczonych przez SBB. Położyliśmy kres temu horrorowi.”. Zostały one wystawione na sprzedaż, jednak nie znalazł się żaden nabywca. Z tego względu 4 jednostki zostały zezłomowane w listopadzie 2015 Włoskie pociągi zostały wycofane z eksploatacji w 2016. W 2019 poinformowano, że włoskie ETR470 trafią do Grecji w celu poprawy tamtejszej oferty połączeń dalekobieżnych
| Typ pociągu                  | elektryczny zespół trakcyjnyw   |
| Lata produkcji               | 1993–1996                       |
| Producent                    | Fiat Ferroviaria                |
| Liczba wyprodukowanych sztuk | 9                               |
| Liczba wagonów               | 9 (2 czołowe + 7 środkowych)    |
| Rozstaw szyn                 | 1435 mm                         |
| Szerokość                    | 2800 mm                         |
| Długość wagonu czołowego     | 27 600 mm                       |
| Długość wagonu środkowego    | 25 900 mm                       |
| Długość całkowita            | 236,6 m                         |
| Masa własna składu           | 798 t                           |
| Maksymalny nacisk na oś      | 14,2 t                          |
| Wózki Jakobsa                | Nie                             |
| Systemy napięcia             | 15 kV 16,7 Hz 3 kV (prąd stały) |
| Prędkość maksymalna          | 200 km/h                        |
| Silniki                      | Trójfazowe, asynchroniczne      |
| Moc silników                 | 6000 kW                         |
| Maksymalny wychył            | 8°                              |

### ETR 610Cisalpino Due

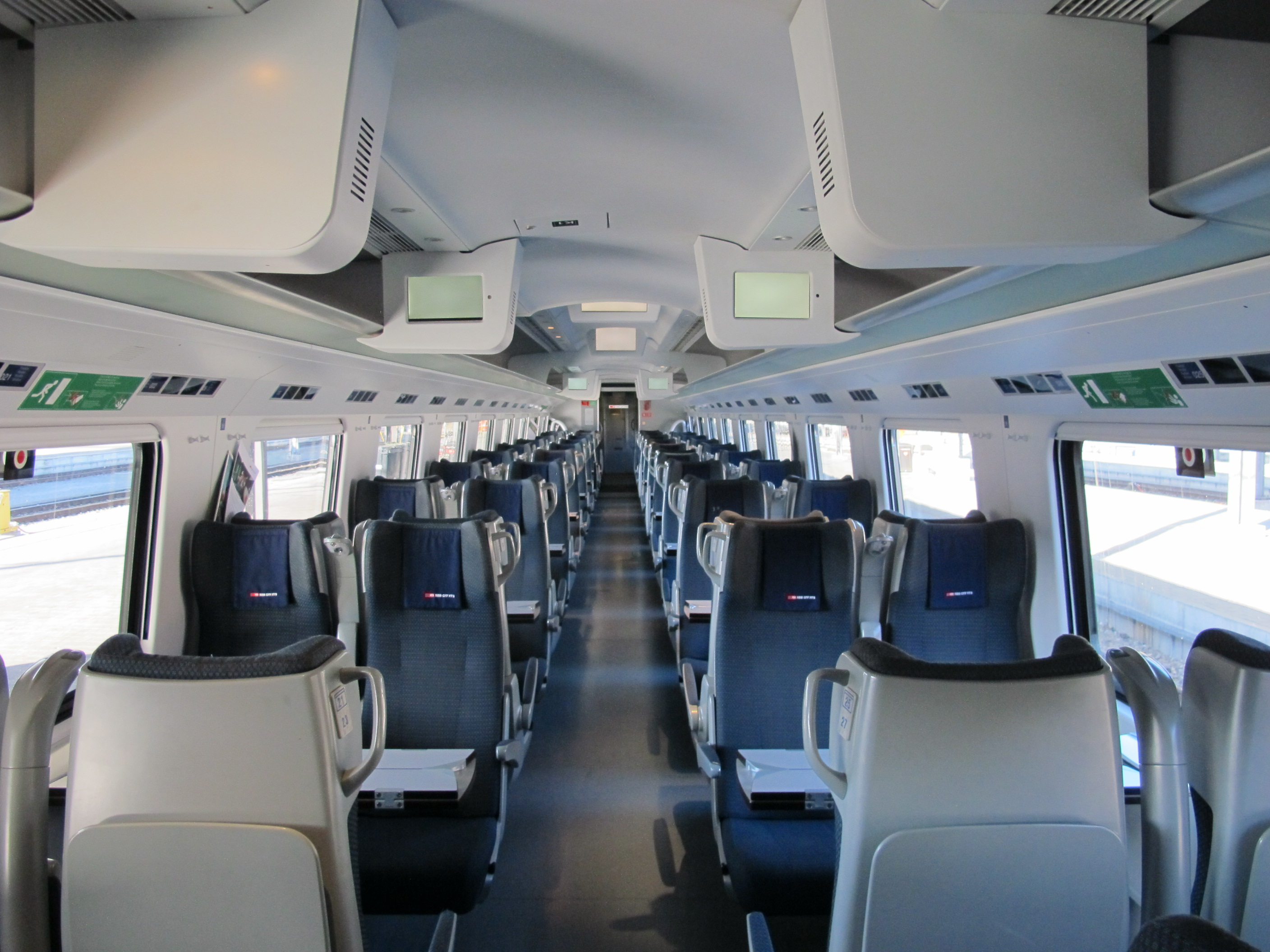
Druga klasa w ETR 610

W 2004 Cisalpino podjęło decyzję o zakupie 14 pociągów z wychylnym nadwoziem o maksymalnej prędkości wynoszącej 250 km/h. Wybór ofert padł na spółkę Alstom (obecny właściciel Fiat Ferroviaria – producenta składów ETR 470). Decyzja ta spotkała się z falą krytyki ze względu na awaryjność starszych składów Pendolino, mimo to zdecydowano się na podpisanie umowy z Alstomem. W efekcie francuski koncern przygotował konstrukcję opartą na 4-tej generacji Pendolino. Pociągi oznaczone symbolem ETR 610 są zbliżone konstrukcyjnie do zamówionych jednocześnie przez Trenitalię 12 składów ETR 600. Nowe składy zostały wyposażone w wychylne nadwozie o maksymalnym kącie wychyłu do 8°. Każdy z nich składa się z 7 wagonów, w których mieści się 431 pasażerów, w tym 108 w klasie pierwszej, 296 w drugiej i 18 w wagonie barowym. Ponadto zainstalowano 42 miejsca dla osób z ograniczonymi możliwościami ruchowymi. Nowe składy są dwusystemowe – przystosowane do napięcia stosowanego we Włoszech, Szwajcarii oraz Niemczech. Zastosowano w nich innowacyjne systemy transformatorów, dzięki którym możliwe jest uzyskanie prądu zmiennego 25 kV, 50 Hz wykorzystywanego przez silniki w 4 z 7 członów. Składy są wyposażone w czujniki dymu, przeciwpożarowe systemy bezpieczeństwa oraz system sterowania ETCS 2. stopnia. Pociągi dostały także nowe malowanie – srebrne z niebieskimi i czerwonymi pasami. Później dostosowano do tego schematu także malaturę ETR 470.

#### Dostawy
Pierwsze dostawy pociągów ETR 610 zaplanowano na grudzień 2008 Alstom jednak nie wywiązał się z terminów umowy, a pierwszy skład dotarł do Cisalpino dopiero w 2009 Według Alstomu opóźnienie to wiązało się z priorytetem dla produkcji pociągów ETR 600 dla Trenitalii przeznaczonych do obsługi linii kolei dużych prędkości Mediolan – Bolonia. Pierwszy skład został włączony do ruchu w lipcu 2009 po wydaniu tymczasowej zgody przez Federalny Urząd Transportu dla „wstępnej działalności komercyjnej” na trasie Genewa – Mediolan, a od listopada kolejne składy pojawiły się na trasie Bazylea – Mediolan. Jednocześnie przeprowadzono testy na trasie wiodącej przez Przełęcz Świętego Gotarda, lecz okazało się, że nowe składy posiadają zbyt dużą masę do pokonywania tej trasy z prędkością 250 km/h, stąd też na tym odcinku nie eksploatowano nowych pociągów. Testy zostały przeprowadzone także w tunelu Lötschberg, kiedy jeden ze składów uzyskał prędkość 262 km/h. Do końca 2009 w Cisalpino znalazło się 6 składów. Ze względu na opóźnienia Alstom został pociągnięty do odpowiedzialności finansowej, jednak wysokości kar nie ujawniono.

#### Podział majątku
Po rozpadzie Cisalpino grudniu 2009 6 składów ETR 610 podzielono pomiędzy Ferrovie dello Stato (Trenitalię) a SBB-CFF-FFS. Kolejne pociągi dotarły w 2010 i zostały równo podzielone pomiędzy dwóch przewoźników. Włoskie pociągi zostały przemalowane w barwy Trenitalii i dołączyły do ETR 600. Szwajcarskie pociągi także dostosowano do standardów SBB-CFF-FFS i eksploatowano na dotychczasowych trasach ze Szwajcarii do Włoch. W 2011 po długich testach uzyskano homologację na eksploatację ETR 610 w trakcji podwójnej na linii przez Lötschberg Tunnel, jednak ze względu na niewielką ilość taboru z tego pomysłu zrezygnowano. Dodatkowo SBB zamówiło 8 kolejnych ETR 610 w 2012, a w 2015 skorzystało z opcji na 4 kolejne jednostki. Dostawy tych pociągów miały miejsca w 2014 i 2017. Ponadto w 2016 rozpisano przetarg na modernizację 7 jednostek po Cisalpino. Zamówienie o wartości 12,9 mln CHF zostało powierzone firmie Alstom. W 2016 część pociągów ETR 610 zostało skierowanych do obsługi trasy z Zurychu do Mediolanu przez Tunel bazowy Świętego Gotarda. Docelowo zastąpią je niskopodłogowe ezt-y Stadler SMILE.
| Typ pociągu                  | elektryczny zespół trakcyjny    |
| Lata produkcji               | 2007–2010                       |
| Producent                    | Alstom                          |
| Liczba wyprodukowanych sztuk | 6                               |
| Liczba wagonów               | 7 (2 czołowe + 5 środkowych)    |
| Rozstaw szyn                 | 1435 mm                         |
| Szerokość                    | 2830 mm                         |
| Długość wagonu czołowego     | 28 200 mm                       |
| Długość wagonu środkowego    | 26 200 mm                       |
| Długość całkowita            | 187,4 m                         |
| Masa własna składu           | 387 t                           |
| Maksymalny nacisk na oś      | 16,5 t                          |
| Wózki Jakobsa                | Nie                             |
| Systemy napięcia             | 15 kV 16,7 Hz 3 kV (prąd stały) |
| Prędkość maksymalna          | 250 km/h                        |
| Silniki                      | Trójfazowe, asynchroniczne      |
| Moc silników                 | 5500 kW                         |
| Maksymalny wychył            | 8°                              |

## Przewozy pasażerskie

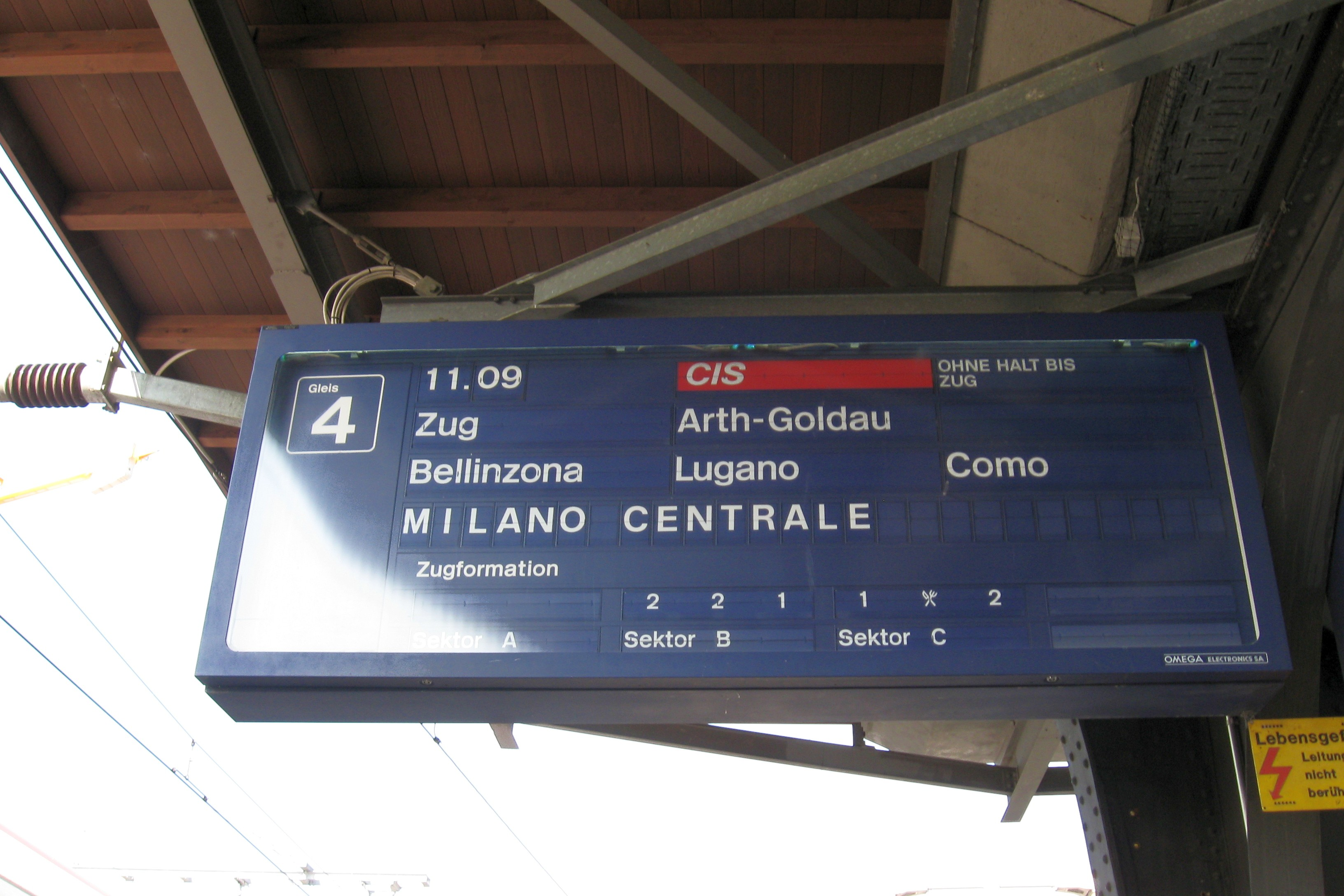
Tablica informująca o odjeździe pociągu Cisalpino na dworcu w Zurychu

W okresie największej liczby połączeń (w 2006) Cisalpino obsługiwało następujące trasy:
- Firenze Santa Maria Novella – Milano Centrale: 2 h 55 min
- Venezia Santa Lucia – Milano Centrale: 2 h 57 min
- Zürich Hauptbahnhof – Stuttgart Hauptbahnohof: 3 h 4 min
- Milano Centrale – Zürich Hauptbahnhof: 3 h 38 min
- Milano Centrale – Genève Gare de Cornavin: 3 h 43 min
- Milano Centrale – Basel SBB: 4 h 26 min

W 2008 oferta połączeń wyglądała w poniższy sposób:
| Nr pociągu                  | Stacja początkowa            | Przez           | Stacja końcowa              |
| Pociągi CIS                 | Pociągi CIS                  | Pociągi CIS     | Pociągi CIS                 |
| --------------------------- | ---------------------------- | --------------- | --------------------------- |
| CIS 40 CIS 44 CIS 47 CIS 51 | Milano Centrale              | Bern Hbf        | Basel SBB                   |
| CIS 41 CIS 43 CIS 48 CIS 50 | Basel SBB                    | Bern Hbf        | Milano Centrale             |
| CIS 150                     | Firenze Stanta Maria Novella | Milano Centrale | Zürich Hbf                  |
| CIS 153                     | Zürich Hbf                   | Milano Centrale | Firenze Santa Maria Novella |
| CIS 151 CIS 157             | Zürich Hbf                   | Lugano          | Milano Centrale             |
| CIS 152 CIS 156             | Milano Centrale              | Lugano          | Zürich Hbf                  |
| CIS 155                     | Zürich Hbf                   | Milano Centrale | Trieste Centrale            |
| CIS 154                     | Trieste Centrale             | Milano Centrale | Zürich Hbf                  |
| Pociągi EuroCity            |                              |                 |                             |
| EC 106 EC 108 EC 110 EC 116 | Milano Centrale              | Luzern          | Basel SBB                   |
| EC 109 EC 115 EC 117 EC 119 | Basel SBB                    | Luzern          | Milano Centrale             |
| EC 114                      | Venezia Santa Lucia          | Milano Centrale | Basel SBB                   |
| EC 111                      | Basel SBB                    | Milano Centrale | Venezia Santa Lucia         |
| EC 120 EC 122 EC 124 EC 126 | Milano Centrale              | Lausanne        | Genève Gare de Cornavin     |
| EC 123 EC 125 EC 127 EC 129 | Genève Gare de Cornavin      | Lausanne        | Milano Centrale             |
| EC 128                      | Venezia Santa Lucia          | Milano Centrale | Genève Gare de Cornavin     |
| EC 121                      | Genève Gare de Cornavin      | Milano Centrale | Venezia Santa Lucia         |
| EC 170 EC 172 EC 178        | Milano Centrale              | Lugano          | Zürich Hbf                  |
| EC 171 EC 177 EC 179        | Zürich Hbf                   | Lugano          | Milano Centrale             |
| EC 174                      | Venezia Santa Lucia          | Milano Centrale | Zürich Hbf                  |
| EC 173                      | Zürich Hbf                   | Milano Centrale | Venezia Santa Lucia         |
| EC 176                      | Livorno Centrale             | Milano Centrale | Zürich Hbf                  |
| EC 175                      | Zürich Hbf                   | Milano Centrale | Livorno Centrale            |

We wszystkich pociągach znajdowała się pierwsza i druga klasa, a także wagon barowy. W pierwszej klasie pasażerowie otrzymywali darmowy poczęstunek. W pociągach obowiązywała rezerwacja miejsc.